# Theridion grallator
Espèce
Theridion grallator, l'Araignée souriante, est une espèce d'araignées aranéomorphes de la famille des Theridiidae.

## Distribution
Cette espèce est endémique d'Hawaï. Elle se rencontre sur les îles d'O’ahu, de Molokai, de Maui et d'Hawaï. Elle vit dans les forêts humides tropicales d'Hawaï (en) à une altitude de 300 à 2 000 m.

## Description
L'araignée mesure jusqu'à 5 mm de long. Certains morphotypes présentent sur leur corps jaune un motif qui ressemble étrangement à une Émoticône ou à un visage de clown souriant. Chaque araignée présente un motif unique, et les motifs diffèrent d'une île à l'autre. Certaines araignées ne présentent aucune marque.
Dans l'île de Maui, les araignées souriantes semblent suivre les lois de Mendel simples, alors que dans les autres îles de l'archipel d'Hawaï, les motifs héréditaires du corps semblent être limités à l'un des sexes. La variation est peut-être un genre de camouflage contre les oiseaux, leurs seuls ennemis naturels d'importance, pour contrer la reconnaissance de motifs par les prédateurs. Comme le motif peut changer selon ce que T. grallator a mangé et que cette araignée est très petite, se cache le jour et n'est donc pas une proie importante pour aucune espèce de prédateur, il est plus probable que la variété bizarre des motifs n'a aucune fin d'adaptation[Quoi ?].

## Écologie
Theridion grallator vit sous les feuilles des plantes, où elle file sa toile faible, très réduite. La femelle garde ses œufs jusqu'à ce qu'ils éclosent et capture des proies pour ses jeunes. Elle chasse surtout en soirée.

## Évolution
Les parents les plus proches de Theridion grallator sont d'autres espèces hawaïennes : Theridion posticatum et Theridion kauaiense. Ces trois espèces forment un clade qui est plus apparenté à une espèce du genre Exalbidion, Exalbidion pallisterorum, qu'aux autres espèces classées en 2007 dans le genre Theridion.

## Étymologie
L'épithète spécifique grallator, équivalent latin d'échassier, évoque les longues jambes fuselées de l'espèce. En hawaïen, elle s'appelle nananana makakiʻi, ce qui signifie araignée à motif de figure.

## Publication originale
- Eugène Simon, 1900 : « Arachnida », in Fauna Hawaiiensis, or the zoology of the Sandwich Isles: being results of the explorations instituted by the Royal Society of London promoting natural knowledge and the British Association for the Advancement of Science, London, vol. 2, part. 5, p. 443-519 (texte intégral).